# نرگ

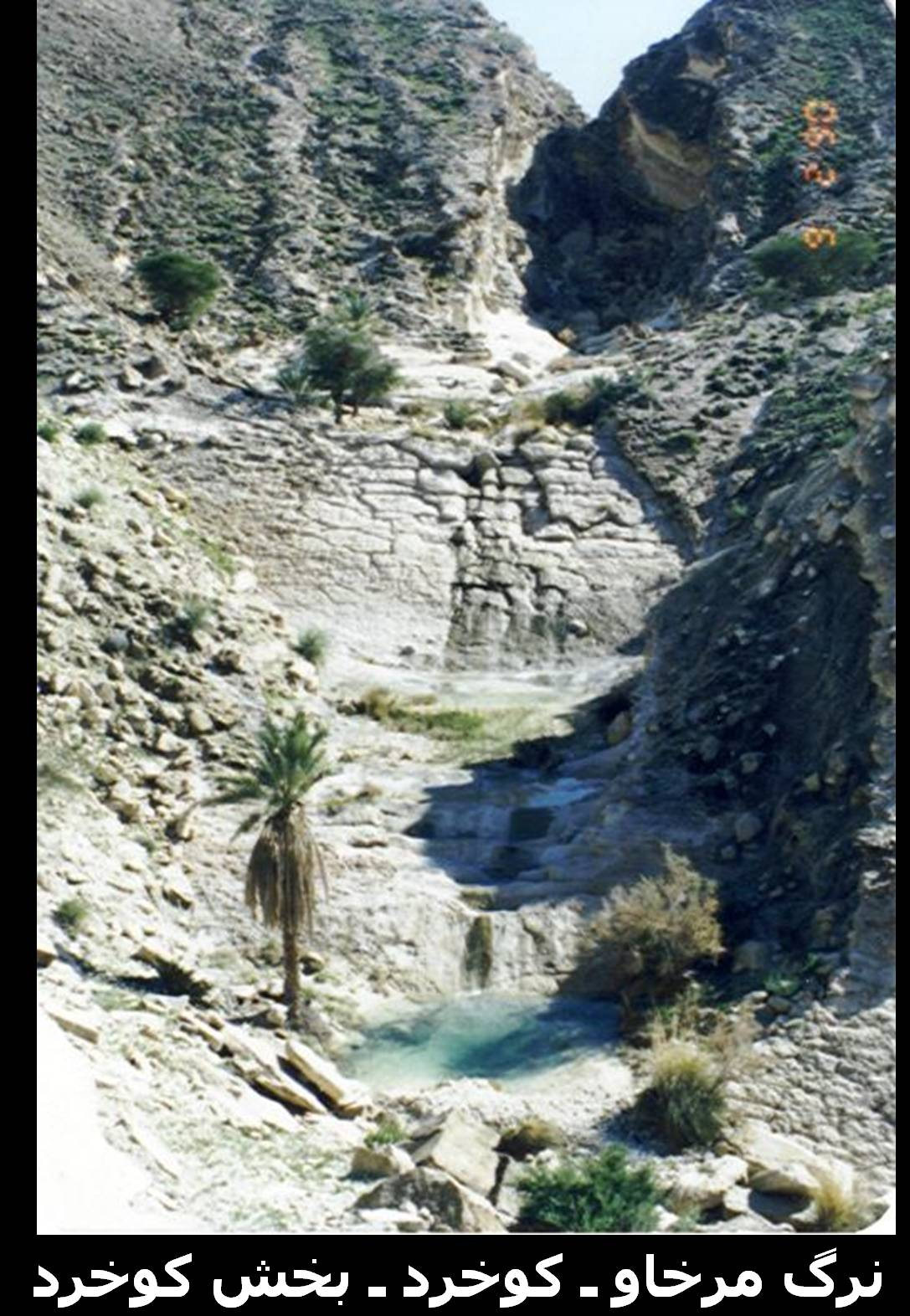

نرگ یکی از اصطلاحات جغرافیایی در بخش کوخرد شهرستان بستک در غرب استان هرمزگان در جنوب ایران است.

## نرگ
نرگ در گویش لارستانی به ویژه در گویش کوخِردی در بخش کوخرد شهرستان بستک به معنی هر شکافی بزرگ میان رشته کوه‌های بلند است. این شکاف را «نرگ» می‌نامند.
نرگ دره‌ای است بسیار عمیق بین سلسله کوهای بلند که در آن پرتگاه‌ها و آودون‌ها و اشکفت‌ها و شیب وفرازهای گوناگونی وجود دارد، در بعضی از نرگ‌ها بیشه‌زارها و درخت‌های برکو (بنه) و بادام کوهی و انجیر نیز وجود دارد، احیاناً در این جنگلها جانوران و درندگان نیز جا می‌گیرند.
معمولاً راه‌های نرگ‌ها ناهموار است و گذر به درون نرگ‌ها به دشواری صورت می‌گیرد.

## نرگ‌های منطقه
- نمونه‌های از نام‌های جغرافیایی در کوخرد و در غرب استان هرمزگان که به نام نرگ معروفند عبارت‌اند از:

- نرگ کنخُور.
- نرگ بست گِز.
- نرگ خور موئی.
- نرگ گری خاء.
- نرگ او شیرینو.
- نرگ دیوونی.
- نرگ مرخاو.
- نرگ آودون علی.
- نرگ گری پان.
- نرگ گُل مُودُونی.
- نرگ گری کنار.
- نرگ چُک او گزک

نرگ گُل مُودُونی و نرگ گری پان بزرگ‌ترین نرگ‌های کوه جنوب کوخرد، کوه زیر هستند، نرگهایی بسیار بزرگ وهولناک، و پرتگاهای زیادی دارند.